# 耶穌魚

耶穌魚

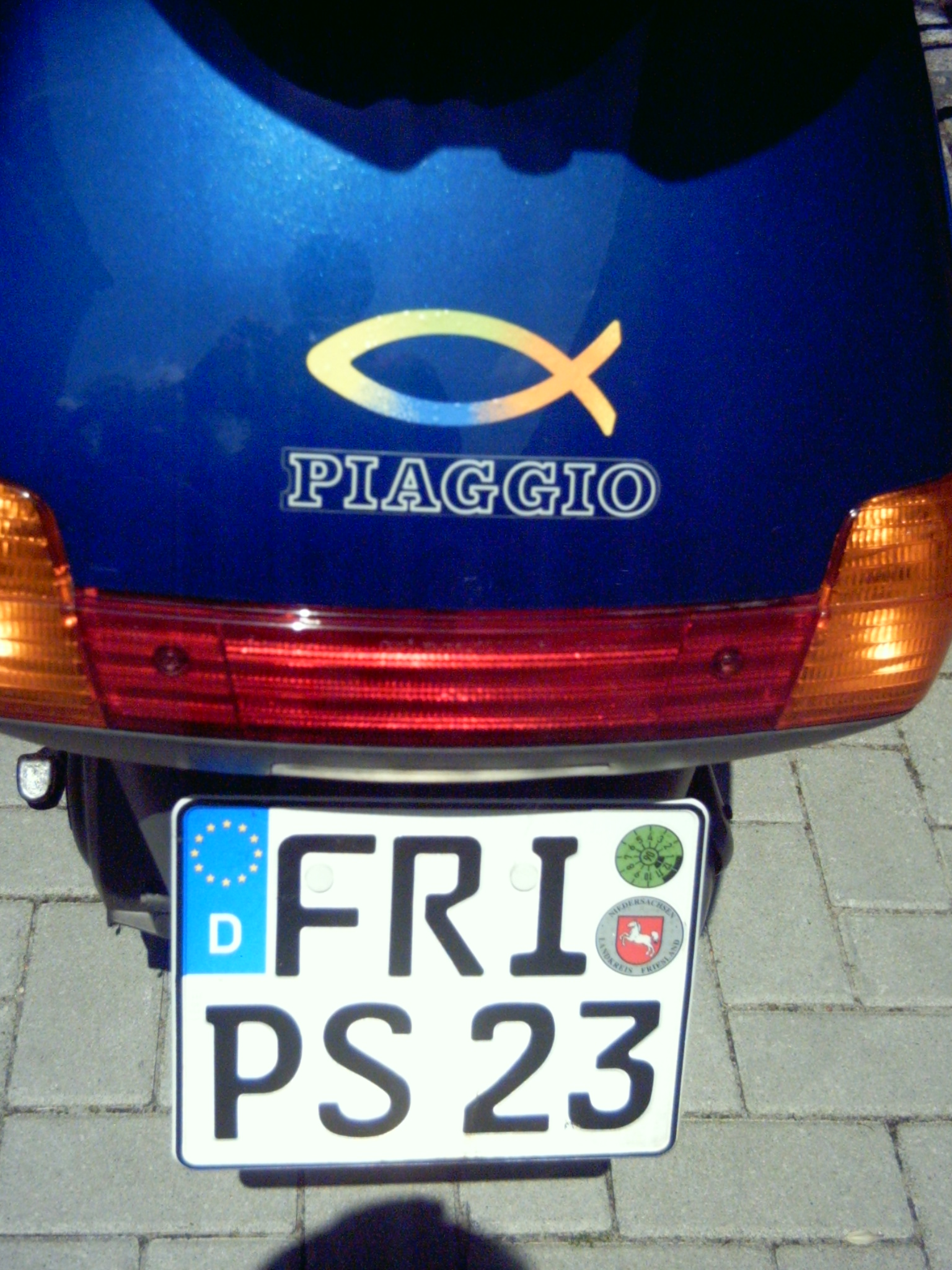
一台基督徒的比雅久機車
除了耶穌魚外，PS 23象徵著诗篇第23篇。

耶穌魚（希臘語：ΙΧΘΥΣ，ikhthýs ，公元1世纪通用希腊语 ikʰˈtʰys）是基督宗教的一個代表符號，最早是基督徒為了躲避羅馬帝國宗教迫害而使用的暗號，隨著米兰敕令的發佈，基督宗教得以合法化，此符號也因其歷史意義而成為基督宗教的代表符號之一。
此符號為魚形，在希臘語中「魚」稱為，對基督徒而言這個字恰好可由5個詞彙的首字母組成，象徵著基督宗教的信仰核心與宣信：
| 首字母 | 代表字 | 意義   |
| ------ | ------ | ------ |
|        |        | 耶穌   |
|        |        | 基督   |
|        |        | 神的   |
|        |        | 兒子   |
|        |        | 救世主 |

當時基督徒藉由此符號來確認彼此的身份，例如先隨意畫出其中一條弧線，若對方亦為基督徒，則對方應會在心照不宣的情況下完成符號的另一半。

## 起源
此符号最早出现于公元2世纪的基督徒的地下墓穴中。此符号的使用在2世纪后期开始在基督徒中流行，在3世纪和4世纪广泛传播。在早期的教堂中，此符号被认为是“最神圣的象征”。它也代表“与面包和鱼的繁殖的奇迹在时间和意义上有密切联系的圣餐”。

## 譯名說明
此符號的名稱在多數國家皆採用的音譯，例如在英語中多稱為「Ichthys」或「Ichtus」（/ˈɪkθəs/）。除此之外也有「Jesus Fish」、「Christian Fish」等俗稱，中文由於音譯不易，所以多採用俗稱的意譯而稱為「耶穌魚」、「基督魚」、「基督徒魚」等。

## 相关趣闻

### 达尔文鱼

達爾文魚

現在耶穌魚符號也常被作為揶揄基督教的材料，最為人所知的當屬達爾文魚（Darwin Fish）。達爾文魚是演化論的象徵符號，刻意採用耶穌魚形的原因正是為了對抗部分基督教的反演化論主張。雙方支持者或出於不滿，或出於好玩，繼而在原有的符號基礎上創造了更多揶揄彼此信仰的衍生符號，散見於徽章與貼紙的形式。

### 飞行面条怪鱼

飞行面条怪鱼（FSM Fish）

飞行面条怪物的徽标——“飞行面条怪鱼（FSM Fish）”，是对基督教重要标志之一的耶稣鱼的恶搞。